# Szalmatercs, Nógrád
Szalmatercs  este un sat în districtul Szécsény, județul Nógrád, Ungaria, având o populație de 472 de locuitori (2011). 

## Demografie
Componența etnică a satului Szalmatercs
     Maghiari (79,78%)
     Romi (20,22%)
Componența confesională a satului Szalmatercs
     Fără religie (3,6%)
     Reformați (1,69%)
     Necunoscută (94,7%)
Conform recensământului din 2011, satul Szalmatercs avea 472 de locuitori. Din punct de vedere etnic, majoritatea locuitorilor (79,78%) erau maghiari, cu o minoritate de romi (20,22%). Nu există o religie majoritară, locuitorii fiind persoane fără religie (3,6%) și reformați (1,69%). Pentru 94,7% din locuitori nu este cunoscută apartenența confesională.